# Ouled Aissa
Ouled Aissa (arabisch أولاد عيسى, DMG Aulād ʿĪsā) ist eine algerische Gemeinde in der Provinz Timimoun mit 7034 Einwohnern (Stand: 2008).